# Augustus Simson
Pour les articles homonymes, voir Simson.
Augustus Simson est un naturaliste amateur australien d’origine britannique, né en 1836 à Londres et mort en 1919.

## Biographie
Il fait ses études en Grande-Bretagne et en Allemagne. En 1863, il émigre dans le nord du Queensland. Dix ans plus tard, il part sur la côte est de la Tasmanie. À partir de 1879, il travaille dans une société comme agent de change avec son frère. Il récolte de nombreux insectes, coquillages et plantes.

## Source
- Anthony Musgrave (1932). Bibliography of Australian Entomology, 1775-1930, with biographical notes on authors and collectors, Royal Zoological Society of New South Wales (Sydney) : viii + 380.